# 4735 Gary
4735 Gary је астероид главног астероидног појаса чија средња удаљеност од Сунца износи 2,405 астрономских јединица (АЈ).
Апсолутна магнитуда астероида је 12,7.